# Max Montana
Max Montana Hoetzel (New York, 11 gennaio 1996) è un ex cestista statunitense con cittadinanza tedesca.